# Liste des stations du métro de Pyongyang
 (janvier 2022).
Si vous disposez d'ouvrages ou d'articles de référence ou si vous connaissez des sites web de qualité traitant du thème abordé ici, merci de compléter l'article en donnant les références utiles à sa vérifiabilité et en les liant à la section « Notes et références ».
Cette liste des stations du métro de Pyongyang en Corée du Nord, recense l'ensemble des stations des lignes de ce métro.

## LigneChŏllima(nord-sud)
- 평성역, Pyongsong - en construction
- 리과대학역, Likwa Daehak - en construction
- 배산역, Paesan - en construction
- 림원역, Rimwon - en construction
- 마산역, Masan - en construction
- 수산역, Susan - en construction
- 룡성역, Ryongsong - en construction
- 룡문역, Ryongmun - en construction
- 서포역, Sopo (Port de l'ouest) - en construction
- 련못역, Ryŏnmot - en construction
- 붉은별역, Pulgŭnbyŏl (Étoile rouge)
- 전우역, Chŏnu (Camarade) ; correspondance avec Jonsung
- 개선역, Kaesŏn (Retour triomphal)
- 통일역, Thongil (Réunification)
- 승리역, Sŭngni (Victoire)
- 봉화역, Ponghwa (Feu de signalisation)
- 영광역, Yŏnggwang (Gloire), correspondance avec la gare de Pyongyang et ouverte aux touristes
- 부흥역, Puhŭng (Réhabilitation), ouverte aux touristes

## LigneHyŏksin(est-ouest)
- 락원역, Ragwŏn (Paradis)
- 광명역, Kwangmyŏng (Lumière), située sous le Mausolée de Kim Il-sung et fermée
- 삼흥역, Samhŭng (Trois origines, à savoir les trois objectifs de l'éducation : le savoir, la morale et le sport)
- 전승역, Jŏnsŭng (Triomphe) ; correspondance avec Jonu
- 혁신역, Hyŏksin (Restauration)
- 건설역, Kŏnsŏl (Construction)
- 황금벌역, Hwanggŭmbŏl (Champs d'or)
- 건국역, Kŏnguk (Fondation de la nation), correspondance avec la gare Potonggang
- 광복역, Kwangbok (Restauration)